# Mandaatgebied Palestina
Het mandaatgebied Palestina, of Brits Mandaat Palestina, was een A-mandaat van de Volkenbond dat toevertrouwd werd aan het Verenigd Koninkrijk, gecreëerd na de Eerste Wereldoorlog toen het Ottomaanse Rijk in 1920 gesplitst werd bij de Vrede van Sèvres. In Klein-Azië werden vier mandaatgebieden gevormd. De Britten beheersten de mandaatgebieden Palestina en Mesopotamië (het huidige Irak), de Fransen Libanon en Syrië. Het Mandaat eindigde op 15 mei 1948.

## Geschiedenis
In november 1917, tegen het einde van de Eerste Wereldoorlog, gaf het Verenigd Koninkrijk de Balfour-verklaring uit. Hierin zegden de Britten steun toe voor de vestiging van een Joods nationaal tehuis in het Britse mandaatgebied Palestina.
In 1918 versloeg generaal Edmund Allenby de Ottomaanse troepen in het gebied Palestina en vestigden de Britten er hun gezag. Op 3 januari 1919 werd de zogenaamde Faisal-Weizmann-overeenkomst ondertekend door Faisal I die in 1920 voor een korte tijd koning van het Arabische Koninkrijk Syrië was, en Chaim Weizmann (die later de eerste president van Israël zou worden) als onderdeel van de Vredesconferentie van Parijs.
Als gevolg van de Britse steun nam in de periode 1919-1923 de immigratie van Joden naar het Britse mandaatgebied Palestina toe. Zo'n 40.000 Joden vestigden zich in deze periode in het gebied. De immigratie van Joodse bevolking leidde tot gewelddadige protesten van de Arabische bevolking. In 1920 ontstonden tijdens het islamitische Nabi Musa-feest schermutselingen tussen de Arabieren en Joden, bekend als het Nabi Moesa-oproer. Hierbij vielen 5 doden en 211 gewonden. Bij tussenkomst van Britse troepen werden nog vier Arabieren vermoord en 21 gewond. Tijdens grootschalige onlusten in Jaffa op 1 mei 1921 werden 47 Joden vermoord en 146 verwond, merendeels door Arabisch geweld. De Britten vermoorden 48 Arabieren in ruil daarvoor en 73 gewonden. Als reactie op het Nabi Musa-oproer en de aanvallen van gewapende Arabische bendes op de in Noord-Galilea gestichte Joodse nederzettingen Tel Hai en Metula werd in 1920 de Joodse paramilitaire organisatie Hagana opgericht.

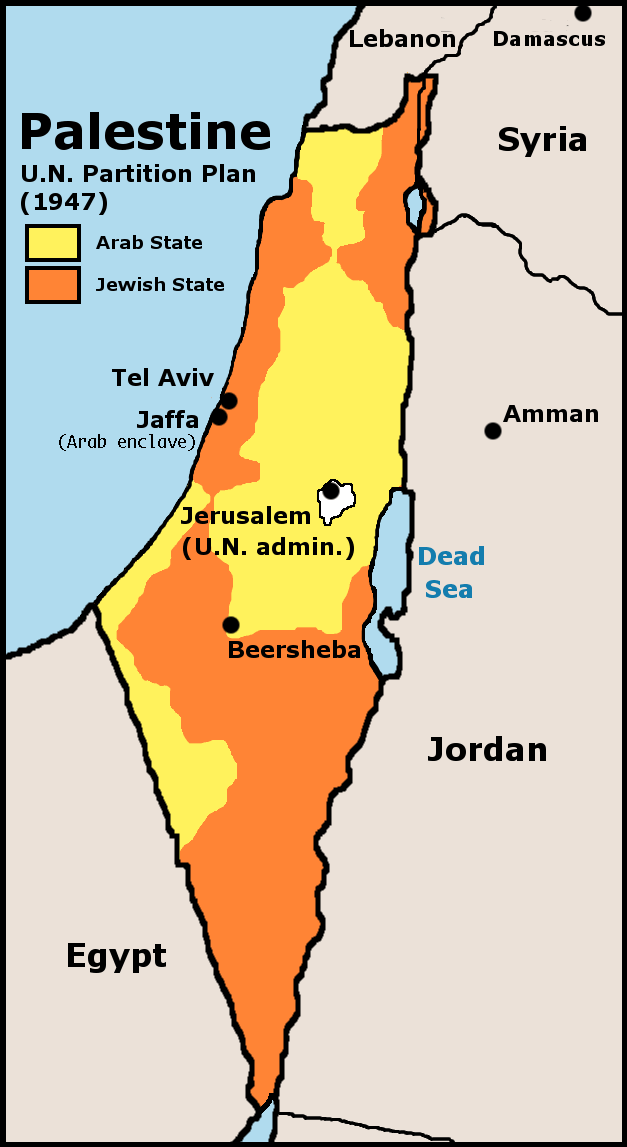
Kaart VN Verdelingsplan voor Palestina, (1947)
Joodse staat: 56,4%
Arabische staat: 42,9%
Jeruzalem: 0,7%

Op 24 juli 1922 werd door de Volkenbond het mandaat over Palestina officieel aan de Britten gegeven. Op dat moment waren de grenzen van het mandaat, met name de grenzen tussen de Franse en Britse mandaten, nog niet definitief bepaald. Het mandaatgebied Palestina omvatte op dat moment ook Transjordanië. In artikel 2 van het mandaat werd vastgelegd dat het Verenigd Koninkrijk verantwoordelijk was voor het scheppen van condities voor de ontwikkeling van een Joods nationaal tehuis en ook voor de bescherming van de burgerlijke en religieuze rechten van alle inwoners van Palestina, ongeacht ras of godsdienst. In artikel 25 werd vastgelegd dat de mandataris de bepalingen van het mandaat met betrekking tot deze rechten in het gebied ten oosten van de Jordaan niet hoefde toe te passen als de lokale omstandigheden dit niet toelieten, zolang echter daarbij artikelen 15, 16 en 18 niet geschonden werden.
In september 1922 presenteerde het Verenigd Koninkrijk een memorandum aan de Volkenbond waarin werd voorgesteld het gebied ten oosten van de Jordaan uit te sluiten van Joodse immigratie. Op 23 september stemde de Volkenbond daarmee in.
Op 25 mei 1923 werd het mandaatgebied door het Verenigd Koninkrijk bestuurlijk gesplitst en werd Abdoellah I van Jordanië benoemd tot emir van Transjordanië, het gebied ten oosten van de rivier de Jordaan. Op 25 mei 1946 werd Transjordanië onafhankelijk.
Tot 1929 bleef het relatief rustig, maar in augustus 1929 laaide het geweld weer op vanwege spanningen rond de Klaagmuur. Hierbij vielen aan Joodse kant 133 doden en 339 gewonden. Aan Arabische kant vielen, merendeels door ingrijpen van politie en militairen, 116 doden en 232 gewonden.

### Arabisch opstand (1936-1939)
Na Hitlers machtsovername van 1933 in Duitsland nam de Joodse immigratie zeer sterk toe. In 1936 brak de grote Arabisch-Palestijnse opstand uit tegen het Britse gezag en tegen de Joodse immigratie. Deze gewapende opstand werd geleid door het Arabisch Hoge Comité, voorgezeten door Amin al-Hoesseini. Om te voorkomen dat de Arabieren steun kregen vanuit Syrië en Libanon werd de Tegart's Wall gebouwd. Bedenker Charles Tegart was een Britse terreurdeskundige. Een muur van prikkeldraad werd gespannen in twee stevige dichte netten over evenwijdige rijen ijzeren palen, van de Middellandse Zee langs de grens met Libanon en Syrië. Er werden bomaanslagen gepleegd op de oliepijpleiding van Kirkoek naar Haifa en op spoorlijnen en treinen. Ook werden Joodse nederzettingen en Joods burgers aangevallen. In deze periode verlieten 20.000 - 30.000 Arabieren het Britse mandaatgebied Palestina, op de vlucht voor het ook onderlinge Arabische geweld, waarmee een aanzienlijk deel van de Arabische elite verdween. De Britten werkten inofficieel samen met de Hagana en vormden de Jewish Settlement Police, de Jewish Auxiliary Forces en de Special Night Squads. De Joodse organisatie Irgoen (ook bekend als Etsel) koos als reactie ook voor een tactiek van terreur en vergelding: zij pleegden aanslagen op een Arabische bus en op de markt van Haifa en in Jaffa en Jeruzalem. De Arabische opstand werd financieel ondersteund door nazi-Duitsland. Aan het eind van de opstand in maart 1939 waren meer dan 5.000 Arabieren, 400 Joden en 200 Britten om het leven gekomen.
Op 17 mei 1939 publiceerde het Verenigd Koninkrijk het Witboek van MacDonald, met daarin de volgende punten:
- Binnen 10 jaar zou een Arabisch-Joodse eenheidsstaat in het Britse mandaatgebied Palestina moeten worden gesticht. Het Witboek sprak uit dat het concept van het Joods Nationaal Tehuis, dat ten grondslag lag aan het Britse mandaat al voldoende verwezenlijkt was.
- De Joodse immigratie werd beperkt tot 25.000 ineens en 10.000 per jaar over een periode van 5 jaar.
- Verdere immigratie na die periode van vijf jaar wordt afhankelijk gemaakt van toestemming van de Arabische gemeenschap.

Dit Witboek vormde de basis van het Britse beleid tot 1948.
De Joods-zionistische beweging streefde naar een Joodse staat in het resterende mandaatgebied Palestina, het gebied ten westen van de Jordaan. Na de machtsovername door de nazi's in Duitsland was de emigratie sterk toegenomen en ook na de Tweede Wereldoorlog probeerden overlevenden van de naziconcentratiekampen massaal naar het Britse mandaatgebied Palestina te emigreren. Het Britse bestuur hield vast aan strikte immigratiequota, maar de diverse zionistische bewegingen, zoals de Jewish Agency for Palestine, organiseerden op illegale immigratie en charterden voor de overlevenden van de concentratiekampen 66 schepen, die voor een groot deel door de Britse marine werden onderschept en naar interneringskampen in Haifa en Cyprus werden gestuurd. Het Britse bestuur werd bestreden met bomaanslagen, door de Hagana en Etsel, waaronder de bomaanslag op het Koning Davidhotel, het hoofdkwartier van het Britse Bestuur, door de Irgoen op 22 juli 1946, die aan 91 mensen het leven kostte en de aanslag door de Hagana op het schip "SS Ocean Vigour", waarmee de illegale Joodse immigranten naar Cyprus werden gedeporteerd.
De landen van de Arabische Liga verwierpen de zionistische aanspraken op het Britse mandaatgebied Palestina. Op 2 maart 1946 verwoordde de eerste secretaris-generaal van de Arabische Liga, Abdul Rahman Hassan Azzam, tijdens een hoorzitting in Caïro van de Anglo-Amerikaanse Commissie voor onderzoek naar de problemen van de Europese Joden in het het Britse mandaatgebied Palestina zeer duidelijk dat hun standpunt waarin zij die aanspraken beschouwden als imperialisme en kolonialisme, want "Het excuus is altijd geweest dat de mensen achtergebleven zijn en dat hij (de zionist) een humane missie heeft om ze vooruit te helpen".

### Verdelingsplan van de Verenigde Naties
Het Verenigd Koninkrijk had aan de Verenigde Naties laten weten dat het zijn mandaat over Palestina wilden beëindigen. De Verenigde Naties stelden daarom op 15 mei 1947 een "United Nations Special Committee on Palestine" (UNSCOP) in. Op 3 september kwam deze commissie met een verslag, waarin het volgende verdelingsplan van het mandaatgebied Palestina was opgenomen:
| Gebied                             | Arabische bevolking incl. alle niet-Joodse inwoners | % Arabisch | Joodse bevolking | % Joods | Totale bevolking |
| Arabische staat                    | 725.000                                             | 99%        | 10.000           | 1%      | 735.000          |
| Joodse staat                       | 407.000                                             | 45%        | 498.000          | 55%     | 905.000          |
| Jeruzalem (Internationaal bestuur) | 105.000                                             | 51%        | 100.000          | 49%     | 205.000          |
| Totaal                             | 1.237.000                                           | 67%        | 608.000          | 33%     | 1.845.000        |

De Arabische staat, die 42,9% van het grondgebied van het mandaatgebied zou beslaan, bestond uit het hoogland en ongeveer een derde van de kustlijn van de Middellandse Zee. In dit hoogland lagen de belangrijkste aquifers van Palestina die de kustvlakte van en steden als Tel-Aviv van water voorzagen.

Aan de Joodse staat zou 56,4% van het grondgebied van het mandaatgebied worden toegewezen. Deze bestond uit de Sjaron, de Vlakte van Jizreël en de noordelijke Jordaanvallei. Het grootste deel van het voorgestelde grondgebied van de Joodse staat zou worden gevormd door de Negev-woestijn, die destijds noch voor de landbouw, noch voor stedelijke ontwikkeling geschikt was. Hiermee kreeg de Joodse staat toegang tot de Rode Zee.

Haifa, havenstad met petrochemische industrie, zou toevallen aan de staat voor de Joden. De Arabieren zou het kleine havenstadje Jaffa behouden, als kleine enclave geheel omgeven door joods gebied.
De stad Jeruzalem en omgeving, waar de belangrijkste religieuze locaties van het land waren, zou een internationale status krijgen en door de Verenigde Naties worden bestuurd. Van Arabische zijde werd dit voorstel veroordeeld als zeer onrechtvaardig; de Joodse bevolking bezat toen slechts 10% van de grond en maakte slechts 30% van de bevolking uit. De Joodse gemeenschap, georganiseerd in het Jewish Agency onder leiding van David Ben-Goerion, stemde er wel mee in.
Dit Verdelingsplan werd ingediend bij de Algemene Vergadering van de Verenigde Naties. Tweemaal werd de stemming uitgesteld omdat de vereiste tweederdemeerderheid niet gehaald zou worden. Pas na hevig gelobby van de kant van de Verenigde Staten zorgden de landen Haïti, Liberia en de Filipijnen uiteindelijk voor de ontbrekende stemmen. James Forrestal, toen minister van defensie van de VS zei: "De methode die gebruikt werd om dwang en druk uit te oefenen op andere naties in de Algemene Vergadering grensde aan het schandalige." De Algemene Vergadering nam uiteindelijk, tegen fel Arabisch verzet in, het Verdelingsplan aan in resolutie 181 van 29 november 1947 met 33 stemmen vóór, 13 tegen en 10 onthoudingen. Onder de voorstemmers waren de meeste Europese landen, de Verenigde Staten en de Sovjet-Unie, onder de tegenstanders waren de Arabische landen. Het Verenigd Koninkrijk was een van de landen die zich van stemming onthielden.

### Arabisch-Israëlische oorlog
De gewelddadigheden tussen de Joodse en de Arabische bevolking kwamen toen in een stroomversnelling. Het mandaat zou eindigen te middernacht op 14/15 mei 1948. Voor 1 augustus 1948 zouden de Britten hun troepen teruggetrokken hebben. Op 14 mei, acht uur vóór de officiële beëindiging van het mandaat, werd door de Jewish Agency for Israel onder leiding van David Ben Goerion de onafhankelijke staat Israël uitgeroepen.
Snel na de onafhankelijkheidsverklaring van Israël voerde de Alexandroni-brigade van de Hagana een massamoord uit op al de mannen van het Arabische dorp Al-Tantoera. De mannen werden allen op verschillende rijen gezet en elke rij moest beginnen met graven. Zodra ze genoeg gegraven hadden werden ze neergeschoten en vielen ze in de greppels; daarop mocht de volgende rij beginnen te graven.
Op 15 mei escaleerden de reeds hevige conflicten tot een echte oorlog toen de reguliere legers van de Arabische landen Israel binnenvielen in een poging de opdeling van het Britse mandaatgebied Palestina en de stichting van Israël te verhinderen. Tijdens die oorlog, die nadien de Arabisch-Israëlische Oorlog van 1948 genoemd zou worden, werden rond de 750.000 Arabieren van hun woongebieden weggelokt door Arabische landen, verdreven of vluchtten, waardoor het Palestijnse vluchtelingenprobleem ontstond en dat nu jaarlijks herdacht wordt als de Al-Nakba. Na deze oorlog werd Ben Goerion premier van Israël.
Bij de wapenstilstand van 1949 besloeg de nieuwe staat Israël 77% van het grondgebied van het voormalige mandaatgebied Palestina. Transjordanië hield 22% van het gebied bezet (de Westelijke Jordaanoever inclusief Oost-Jeruzalem) en annexeerde dit in 1950, waarbij de naam Transjordanië gewijzigd werd in Jordanië. Israël werd door een groot aantal landen erkend, en werd op 11 mei 1949 lid van de Verenigde Naties. In het verdelingsplan van de Verenigde Naties van 1947 werd Jeruzalem als een aparte entiteit gezien, die onder bestuur van de VN zou moeten komen. De annexatie van West-Jeruzalem door Israël en van Oost-Jeruzalem door Jordanië werd niet erkend in enig internationaal verdrag, maar slechts de facto erkend in de wapenstilstandsovereenkomsten. De staat Israël werd door de Arabische wereld niet erkend, maar wel door Turkije. De annexatie van de Westelijke Jordaanoever en Oost-Jeruzalem door Transjordanië werd alleen erkend door het Verenigd Koninkrijk en Pakistan. De door Egypte bezette Gazastrook had een Palestijnse regering. Deze regering werd erkend door Egypte, Syrië, Libanon, Irak, Saoedi-Arabië en Jemen, maar niet door Transjordanië, noch door enig ander land.
Per december 2020 werden beide staten erkend door de meerderheid van de 193 landen die lid zijn van de Verenigde Naties: Israël wordt door 161 (83%) landen erkend, en Palestina wordt door 143 (74%) landen erkend.

## Bevolking
In de jaren van het Britse mandaat groeide de bevolking sterk. Deze nam toe van 757.182 in 1922 tot 1.764.526 in 1945.
In deze periode groeide de niet-Joodse bevolking sterk: van 668.258 in 1922 tot 1.237.334 in 1946. De belangrijkste factor in deze bevolkingsgroei was de daling van het sterftecijfer en de toegenomen levensverwachting. Onder de moslimbevolking daalde de kindersterfte van 201 promille in 1925 tot 94 promille  in 1945, terwijl de levensverwachting in deze bevolkingsgroep steeg van 37 jaar in 1926 tot 49 jaar in 1943. De Britten schreven dit toe aan de moderne gezondheidszorg die de Joodse immigranten in Palestina introduceerden.
De Joodse bevolking groeide eveneens sterk: van 83.790 in 1922 tot 608.225 in 1946, voor een groot deel als gevolg van de Joodse immigratie. Het geboorteoverschot van de Joodse bevolking bedroeg van 1922 tot eind 1944 117.226 personen.
Tijdens de burgeroorlog, die vanaf 1947 in het mandaatgebied woedde, kwam een vluchtelingenstroom op gang. Eind maart 1948 waren al 100.000 Arabieren uit de stedelijke hogere en middenklasse vertrokken uit Jaffa, Haifa, Jeruzalem en uit gebieden die aan de Joodse staat waren toegewezen. Zij vertrokken naar Arabische plaatsen als Nazareth, Nabloes en Bethlehem of vertrokken naar het buitenland.

### Immigratie
In de periode van het Mandaat vond een omvangrijke immigratie plaats. Tussen 1920 en 1945 vestigden zich volgens officiële Britse cijfers 401.149 mensen in het Britse mandaatgebied Palestina, onder wie 367.845 Joden (91,7%).
Behalve legale Joodse immigratie vond er tussen 1934 en 1948 ook illegale Joodse immigratie plaats, de Aliyah Bet genaamd.
Arabische Illegale migratie uit omliggende landen was marginaal. Het betrof vooral Joden uit Europa.

## Grondbezit

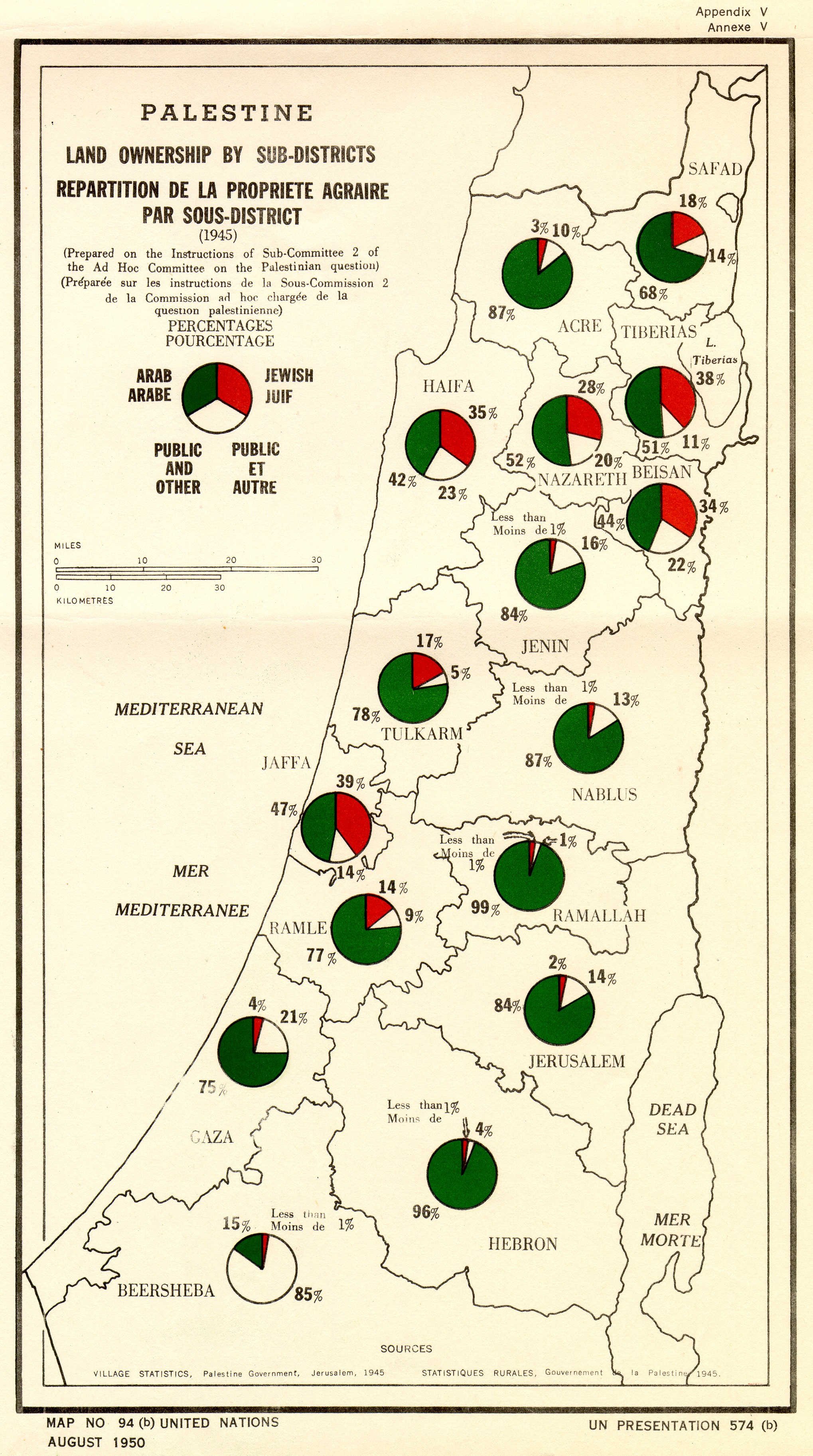
Frans gedetailleerde beschrijving :VN-kaart van agrarisch grondbezit in Palestina per district (1945)
Groen: Arabisch bezit
Rood: Joods bezit
Wit: Openbaar of anderszins

Van het Palestijnse grondgebied ten westen van de Jordaan was 8253 km², ruwweg een derde, geschikt voor de landbouw. Aan het begin van het Britse mandaat was een groot deel daarvan in bezit bij Arabische grootgrondbezitters en lokale sjeiks. Daarnaast was er ook grondbezit van christelijke organisaties, met name de Grieks-Orthodoxe Kerk, en bij zionistische organisaties. Een erfenis van de Ottomaanse periode was dat de registratie van het grondbezit niet goed geregeld was. De zionistische organisaties streefden in toenemende mate naar bezit van landbouwgrond. De Arabische grootgrondbezitters, die vaak buiten het mandaatgebied woonden, waren bereid om grond te verkopen aan het Joods Nationaal Fonds. De lokale boerenbevolking verloor daardoor haar grond, hetgeen tot spanningen in het land leidde. Als vervolg op het MacDonald White Paper van 1939 voerden de Britten in 1940 de Land Transfer Regulations in. Het land werd verdeeld in drie zones: in zone A (16.680 km²) mocht grond alleen aan  Arabieren worden verkocht; in zone B (8348 km²) mochten Arabieren alleen grond verkopen aan Joden met toestemming van de Britse overheid; in de rest van het land (1292 km²) kon de grond vrijelijk worden verkocht.
Volgens Moshe Aumann was aan het eind van het Britse Mandaat in het gebied dat uiteindelijk de staat Israël zou vormen 9% van de grond in Joods bezit, 3% van de grond in het bezit van de lokale Arabische bevolking, 18% in bezit bij Arabieren die het land verlaten hadden en 70% was "openbare grond" (bijna uitsluitend gelegen in het Subdistrict Beersheba) van het Britse mandaat.
Andere bronnen vermelden heel andere cijfers. Het boek "Village Statistics of 1945: A Classification of Land and Area ownership in Palestine", dat door het Britse gouvernement van het Britse mandaatgebied Palestina voor het eerst in 1937 gepubliceerd werd en in 1945 geactualiseerd, zegt dat in 1945 48,5% van de grond in handen was van Arabieren, en 5,7% van Joden, terwijl 5,7% geregistreerd stond als 'openbaar' en 40,2% als 'niet bebouwbare grond van het Subdistrict Beersheba'.
In het Subdistrict Beersheba bezaten de Arabieren 15,4% van de grond, de Joden 0,5%, en minder dan 0,1% werd als "openbaar" gecatalogiseerd. 84,1% was 'niet bebouwbare grond (eigendom onbepaald)'. Hierbij moeten echter ook de rechten van de nomadische stammen, de Bedoeïenen, in aanmerking genomen worden, omdat zij al eeuwenlang deze 'onbebouwbare' grond in gebruik hadden, zij het nooit alle grond continu, maar afwisselend wegens de klimatologische omstandigheden (droogte).

## Bestuur

### Britse hoge-commissarissen
| Naam                             | Periode   |
| -------------------------------- | --------- |
| Sir Herbert Louis Samuel         | 1920–1925 |
| Herbert Plumer                   | 1925–1928 |
| Sir Harry Charles Luke (interim) | 1928      |
| Sir John Chancellor              | 1928–1931 |
| Arthur Grenfell Wauchope         | 1931–1938 |
| Sir Harold MacMichael            | 1938–1944 |
| Viscount John Vereker            | 1944–1945 |
| Sir Alan G. Cunningham           | 1945–1948 |

## Conflicten
- Nabi Musa-pogrom (1920)
- Onlusten in Jaffa (1921)
- Onlusten in Palestina 1929 (1929)
- Arabisch-Palestijnse opstand (1936-1939)

## Endoniemen en exoniemen
| Nederlandse naam | Arabische naam             | Hebreeuwse naam         |
| ---------------- | -------------------------- | ----------------------- |
| Akko of Acre     | Akka                       | Akko                    |
| Asjdod           | Isdud of Asdud             | Asjdod                  |
| Asjkelon         | Asqalan                    | Asjkelon                |
| Beër Sjeva       | Bir el-Saba                | Bè'eer Sjava            |
| Bethlehem        | Bayt Lahm                  | Beit Lechem             |
| Eilat of Elat    | Ilat of Umm al-Rashrash    | Ilat                    |
| Galilea          | Al-Jalil                   | Haggalil                |
| Haifa            | Heifa                      | Chej-fa                 |
| Hebron           | Al-Khalil                  | Chevron                 |
| Jaffa            | Jaffa                      | Jafo                    |
| Jericho          | Er-Riha of Ariha           | Jericho                 |
| Jeruzalem        | Al-Qoeds of Bayt al-Maqdis | Jeroesjalajim           |
| Jizreëlvallei    | Marj Bani Amir             | Emek Jizreël of Ha’emek |
| Nablus           | Nablus                     | Sjechem                 |
| Nazareth         | En-Nasrat                  | Natsrat                 |
| Safed            | Safed                      | Tzfat                   |
| Samaria          | As-Samira                  | Sjomron                 |